# Biomedicina
Biomedicina je grana medicine koja primjenjuje načela biologije i drugih prirodnih znanosti u kliničkoj praksi.
Biomedicina obuhvaća veći broj specijaliziranih disciplina kao što su molekularna biologija, biokemija, genetika, bioinformatika, mikrobiologija, imunologija, fiziologija i toksikologija, te druge znanosti s primjenom u medicini.
Na nekoliko medicinskih fakulteta u Hrvatskoj izvodi se poslijediplomski studij biomedicine i zdravstva.

## Vanjske poveznice
Mrežna mjesta
- Narodne novine 118/2009
- Narodne novine 82/2012